# Меч-трава болотна
Меч-трава́ боло́тна, меч-трава болотяна (Cladium mariscus) — багаторічна рослина родини осокових. Третинний релікт, занесений до Червоної книги України у статусі «Вразливий», також має охоронний статус у багатьох країнах Європи. Ґрунтотворна рослина.

## Опис

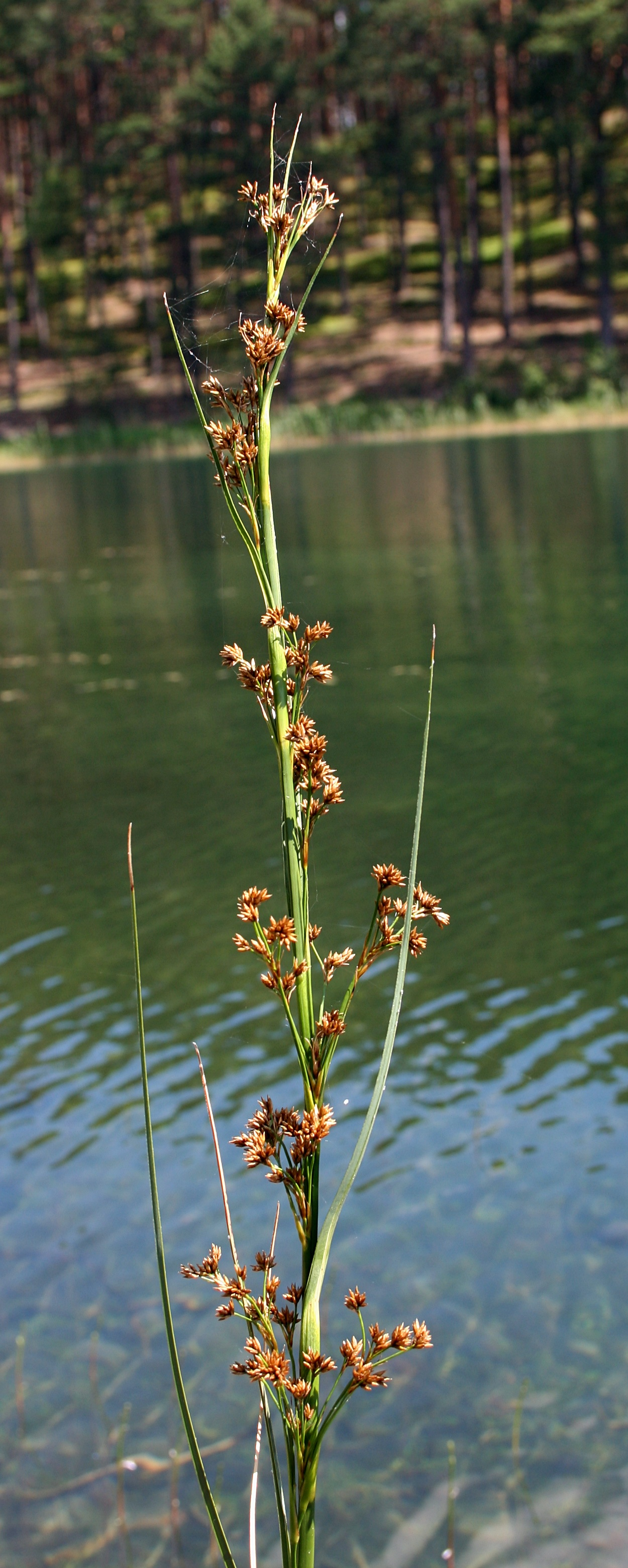
Загальний вигляд суцвіття

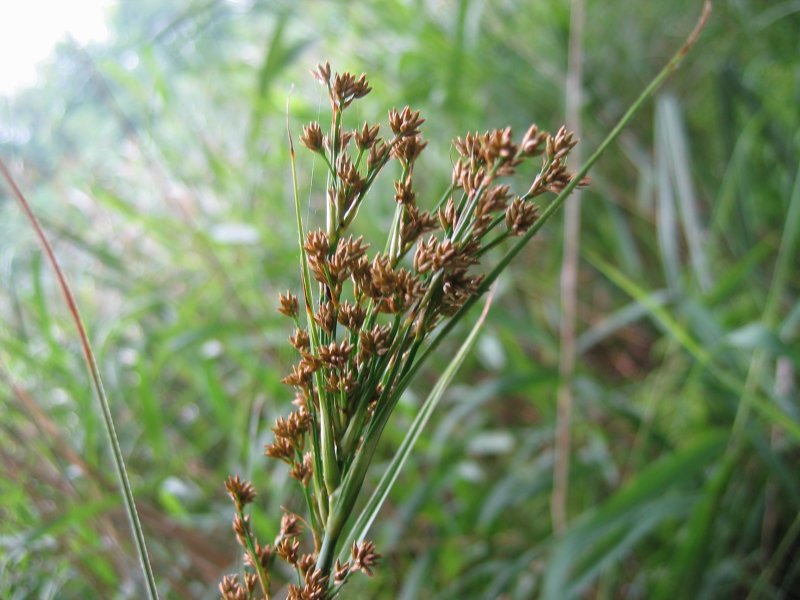
Квіти великим планом

Трав'яниста рослина заввишки 0,8-2,5 м, гемікриптофіт. Кореневище довге, горизонтальне. Стебло округле, гладке, завтовшки до 1 см. Листки сіро-зелені, широколінійні, шкірясті, знизу гострокілюваті, з країв та вздовж кіля пилчастошорсткі. При дотику до листків їхніми гострими краями можна порізати руку.
Суцвіття являє собою складну волоть завдовжки до 30-70 см. Вона складається з 1-3-квіткових, яйцеподібно-ланцетних колосків, кожен до 4-5 мм завдовжки, зібраних у нещільні головкоподібні пучки. Квітки двостатеві, без оцвітини. Приймочок 3. Покривні луски ланцетні, бурі. Плід — обернено-яйцеподібний, лискучий, темно-коричневий горішок, 3-4 мм завдовжки.

## Екологія
Рослина відносно морозостійка, світлолюбна і дуже вологолюбна. Зростає на болотах, у високотравних угрупованнях по берегах озер, у заплавах річок на малопотужних торфах, підстелених карбонатами. Віддає перевагу добре гумусованим, тимчасово затоплюваним ділянкам. Рослина дуже чутлива до зниження рівня ґрунтових вод: при осушенні територій життєздатність особин помітно знижується, популяції поступово скорочуються. При вторинному заболоченні інколи утворюються невеликі осередки, які виникають переважно внаслідок вегетативного розмноження. Зокрема, такі оселища виявлені у долині річки Іква, на болоті Загайне біля села Війниця (Рівненська область), на березі озера Болотне біля села Озеряни (Волинська область).
Квітне у червні-липні. Плодоносить у вересні-жовтні. Розмножується поділом кореневищ та насінням.

## Поширення
Ареал меч-трави болотної має космополітичний, але острівний характер. Він складається з великих ділянок, що охоплюють різні частини Євразії, південь Північної Америки (зокрема, Каліфорнію), Південну Африку, Австралію, Гавайські острови. Номінальний підвид поширений на Скандинавському півострові (південніше 58° північної широти), в Атлантичній та Центральній Європі. Підвид Cladium mariscus subsp. martii поширений у Середземномор'ї, Ірані, Кавказьких та Гімалайських горах. В горах ця рослина підіймається до 800 м над рівнем моря, але на такій висоті утворює лише стерильні форми.
В Україні зростають обидва підвиди, причому номінальний поширений у західних регіонах (на півдні Поділля, в Опіллі, на Волино-Подільській височині), а Cladium mariscus subsp. martii переважає на узбережжі Чорного моря, де зростає від гирла Дунаю до західної частини Кримського півострова. У Поліссі меч-трава болотна зростає не тільки як домішка до панівних трав, але й утворює специфічні асоціації Cladietum marisci.
Знахідки насіння меч-трави болотної показують, що в неолітичну епоху цей вид був значно більше поширений у Центральній Європі, ніж зараз.

## Значення і статус виду
В Україні оселища підвиду Cladium mariscus subsp. mariscus скоротилися найбільше, водночас популяції, що залишились, є доволі стабільними. Осередки Cladium mariscus subsp. martii нечисельні, хоча і зникають значно меншими темпами. Меч-трава болотна охороняється у Шацькому національному природному парку, Джарилгацькому та Верхньобузькому ландшафтному заказниках, частково — у заказнику «Кемпа». Формація Cladieta marisci занесена до Переліку раритетних фітоценозів західних регіонів України та Зеленої книги України. Окрім України цей вид перебуває під охороною в Естонії, Білорусі, Латвії, Литві, Чехії, Словаччині, Болгарії, Фінляндії, Польщі, а також занесений до Червоної книги Росії та Червоного списку Німеччини. У всіх країнах головною причиною зникнення є осушення боліт, подекуди — рекреаційне навантаження.
Рослина господарського значення не має, але, подібно до болотяних осок, приносить користь, запобігаючи розмиванню берегів річковими водами та утворюючи шар ґрунту. В минулому жорстким листям меч-трави болотної, яке довго не гниє, встеляли стріхи будинків. Наприклад, такий звичай побутував на шведському острові Готланд, в Естонії тощо.

## Підвиди
- Cladium mariscus subsp. californicum (S.Watson) Govaerts
- Cladium mariscus subsp. intermedium Kük.
- Cladium mariscus subsp. jamaicense (Crantz) Kük.
- Cladium mariscus subsp. mariscus
- Cladium mariscus subsp. martii (Roem. & Schult.) T.V.Egorova

## Синоніми
| - Cladium durandoi Chabert - Cladium floribundum C.Presl - Cladium germanicum Schrad. - Cladium jamaicense subsp. chinense (Nees) T.Koyama - Cladium japonicum Steud. - Cladium mariscus subsp. chinense (Nees) Govaerts - Cladium palustre Poir. - Mariscus chinensis (Nees) Fernald - Mariscus cladium (Sw.) Kuntze - Mariscus mariscus (L.) Borbás - Mariscus martii (Dufour ex Roem. & Schult.) Fernald - Mariscus serratus Gilib. | - Schoenus altissimus Salzm. ex Steud. - Schoenus castaneus Willd. ex Kunth - Schoenus cladium Sw. - Schoenus congestus Willd. ex Link - Schoenus effusus Sw. - Schoenus elevatus Sol. ex G.Forst. - Schoenus floribundus Willd. ex C.Presl - Schoenus mariscus L. - Schoenus medwedewii Meinsh. - Scirpus excelsus Salisb. - Scirpus martii Dufour ex Roem. & Schult. |